# توبياس سيمون
توبياس سيمون (بالإنجليزية: Tobias Simon)‏ هو محامي أمريكي، ولد في 1929، وتوفي في 1982.